# Аванг Сариян
Аванг Сариян (малайск. Awang Sariyan) (род. 20 октября 1953, Рамбах, Телук-Каранг, Понтиан, штат Джохор) — известный малайзийский лингвист и педагог, с 2012 года генеральный директор Совета по языку и литературе Малайзии.

## Краткая биография
Родился в деревне Рамбах штата Джохор. В 1977 окончил Национальный университет Малайзии, а позднее аспирантуру Университета Малайя. С 1978 — редактор лингвистического журнала «Деван Бахаса», в 1986—1988 — преподаватель Сельскохозяйственного университета Малайзии, в 1988—1997 — доцент Международного исламского университета. В 1999—2004 возглавлял отдел лингвистики Совета по языку и литературе, в 2004—2007 — профессор Университета Путра Малайзии, в 2007—2008 — Академии малайских исследований Университета Малайя. В 2008—2011 — профессор Пекинского университета иностранных языков (КНР). В 2000—2008 — президент Лингвистического общества Малайзии. Автор многочисленных книг по языковой политике, учебников и словарей малайского языка. Активный поборник укрепления статуса малайского языка как национального.

## Основные труды
- Kesantunan Bahasa (Языковый этикет) (Beijing Foreign Studies University, 2009)
- Mencari Makna Diri Melayu: Renungan untuk Bangsaku (Малайцы в поисках своего лица: размышления о нации) (PLM, 2009)
- Falsafah dan Logika Melayu (Философия и логика у малайцев) (Synergymate, 2007)
- Perkembangan Falsafah Bahasa dan Pemikiran dalam Linguistik (Развитие философии языка и мышления в лингвистике) (Sasbadi, 200D7)
- Santun Berbahasa (Этикет языка) (Dewan Bahasa dan Pustaka, 2007, 2013)
- Tertib Mengarang (Правила письма) (Dewan Bahasa dan Pustaka, 2007)
- Warna dan Suasana Perancangan Bahasa Melayu di Malaysia (Особенности планирования малайского языка в Малайзии) (Dewan Bahasa dan Pustaka, 2006)
- Tuntunan Bahasa (Путеводитель по языку) (Pearson, 2006)
- Ceritera Bahasa (Рассказы о языке) (Dewan Bahasa dan Pustaka, 2005)
- Suara Pejuang Bahasa (Голоса поборников языка), editor bersama (Persatuan Linguistik Malaysa dan Dawama, 2005)
- Hakikat Bahasa dan Realisasinya dalam Pembinaan Tamadun Bangsa (Суть языка и её реализация в построении цивилизации нации) (Persatuan Linguistik Malaysia, 2005)
- Konsep Kesalahan Bahasa (Концептуальные языковые ошибки) (Dewan Bahasa dan Pustaka, 2003)
- Kesinambungan Bahasa dalam Sastera Melayu (Последовательность использования языка в малайской литературе) (Fajar Bakti, 1986)
- Isu-isu Bahasa Malaysia (Проблемы малайзийского языка) (Fajar Bakti, 1985) — Pemenang Hadiah Bahasa PLM-Public Bank 1985
- Kunci Bahasa Malaysia (Ключ к изучению малайзийского языка) (Sasbadi, 1985)
- Bahasa Malaysia Tingkatan 3 (Малайзийский язык. Учебник для 3 класса средней школы) (Dewan Bahasa dan Pustaka, 1990)
- Bahasa Malaysia Progresif Tingkatan 2 (Прогрессивный учебник малайского языка для 2 класса средней школы) (Dewan Bahasa dan Pustaka, 1988)
- Sejarah Malaysia Tingkatan 1 (История Малайзии. Учебник для 1 класса средней школы) (Analekta, 1978)
- Sejarah Malaysia Tingkatan 2 (История Малайзии. Учебник для 2 класса средней школы) (Analekta, 1979)
- Sejarah Malaysia Tingkatan 3 (История Малайзии. Учебник для 3 класса средней школы) (Analekta, 1980)
- Tatarakyat Tingkatan 4 (Страноведение. Учебник для 4 класса средней школы) (Analekta, 1979)
- Tatarakyat Tingkatan 5 (Страноведение. Учебник для 4 класса средней школы) (Analekta, 1980)
- Kamus Bahasa Melayu KBSR (Словарь малайского языка) (Fajar Bakti (1988, 1990)
- Kamus Bahasa Malaysia (Словарь малайского языка) bersama Lutfi Abas (Pustaka Delta, 1987)
- Borneo and the Homeland of the Malays: Four Essays (Dewan Bahasa dan Pustaka, 2005)
- Mencari Makna Diri Melayu. Renungan untuk Bangsa (Малайцы в поисках своего "я". Размышления о нации) (Persatuan Linguistik Malaysia, 2009)
- Asas Falsafah dan Pemikiran Melayu Berteraskan Islam (Основы философии и мышление малайцев, базирующиеся на исламе)(Penerbitan Ilham Baru, 2010)

## Награды и премии
- Юбилейная награда 10 лет Национального университета Малайзии (1980)
- Награда Совета языка и литературы Малайзии  «За беупречную службу» (1985)
- Награда Лингвистического общества Малайзии и Паблик Бэнк за вклад в развитие малайского языка (1985)
- Юбилейная награда 20 лет Университета Путра Малайзии (1993)
- Награда «Золотые ченила» (Tinta Kencana) Совета языка и литературы Малайзии  в категорри научных статей (2000)
- Орден «Защитнику короны» от Верховного правителя (2002)
- Включение в список 100 выдающихся выпускников Национального университета Малайзии (2005)
- Орден «Комодор – защитник страны» и звание «Датук» от Верховного правителя (2012)
- Почётный доктор литературы Мировой академии искусства и культуры (2013)